# SuG
SuG er et japansk visual kei/oshare kei-band, dannet i 2006, der med deres originale koncept "Heavy Positive Rock" (tung positiv rock) og  forsanger Takeru har gjort sig særligt bemærket i visual kei verdenen. [kilde mangler]

## Biografi
SuG blev dannet i oktober 2006 af Takeru, Yuji, Shouta og Masato, og ca. en måned senere tiltrådte Mitsuru som trommeslager. I februar 2007 besluttede Shouta sig for at forlade bandet og blev erstattet med deres nuværende bassist Chiyu.
I august udgav de deres første single "Scheat" og allerede lidt over en måned efter udgav de deres anden single "Alterna".

## Medlemmer
- Takeru – vokal
- Chiyu – bas
- Masato – guitar
- Yuji – guitar
- Shinpei – trommer

Tidligere medlemmer
- Shouta – bas (2006 – 2007)
- Mitsuru – trommer (2006-2009)

## Diskografi

### Albums
- I Scream Party (19. december 2007)
- N0iz Star (14. maj 2008)
- Pünkit$ch (3. september 2008)
- Tokyo Muzical Hotel (9. marts 2010)
- Thrill Ride Pirates (9. marts 2011)
- Lollipop Kingdom (25. april 2012)

### Singler
- "Scheat" (1. august 2007)
- "Yumegiwa Downer" (2. september 2007)
- "Alterna." (5. september 2007)
- "Tricolour Color" (3. december 2008)
- "39GalaxyZ" (15. april 2009)
- "Life♥2Die" (14. oktober 2009)
- "P!NK masquerade." (18. november 2009)
- "gr8 story" (27. januar 2010)
- "Koakuma Sparkling" (30. juni 2010)
- "R.P.G.: Rockin' Playing Game" (1. september 2010)
- "Crazy Bunny Coaster" (12. januar 2011)
- "Mad$hip" (5. februar 2011)
- "☆Gimigimi☆" (15. juni 2011)
- "Toy Soldier" (26. oktober 2011)
- "Fukanzen Beautyfool Days" (1. februar 2012)
- "swee†oxic" (19. september 2012)